# Pauline Raupach
Amalie Pauline Raupach, geb. Werner (* 16. September 1810; † 31. Juli 1877 in Berlin) war eine deutsche Schauspielerin und Schriftstellerin.

## Leben
Zwischen 1839 und 1849 verfasste sie mehrere Theaterstücke unter dem Pseudonym „A. P.“, die im von Karl von Holtei und (ab 1822 auch) Friedrich Wilhelm Gubitz herausgegebenen Jahrbuch deutscher Bühnenspiele (Berlin) veröffentlicht wurden. Am 12. Mai 1848 heiratete Amalie Pauline Werner den Schriftsteller Ernst Raupach in Berlin. Nach seinem Tod im Jahr 1852 erschien 1853 ihre biografische Skizze Raupachs. 
Das Ehepaar Raupach wurde auf dem Dreifaltigkeitsfriedhof I vor dem Halleschen Tor in Berlin-Kreuzberg (Feld 2), Mehringdamm 21, beigesetzt. Die gusseiserne Grabtafel für Pauline Raupach wurde nach 1945 abgeräumt.

## Werke
- Eine einfache Geschichte
- Noch ist es Zeit (Schauspiel, 1839)
- Ein Wort des Fürsten (Schauspiel, 1841)
- Frage und Antwort (1841)
- Ehemann und Junggesselle (Lustspiel, 1844)
- Die Frau im Hause (Lustspiel, 1848)
- Stolz und Liebe (Schauspiel, 1849)
- Raupach. Eine biographische Skizze (Allgemeine Deutsche Verlagsanstalt, Berlin 1853) (Digitalisat)